# Convento de la Victoria (Osuna)
El convento de Nuestra Señora de la Victoria fue fundado en el siglo XVI en Osuna, provincia de Sevilla (Andalucía, España). Era de la Orden de los Mínimos de San Francisco de Paula. Fue desamortizado en el siglo XIX. La iglesia del convento es la iglesia parroquial de Nuestra Señora de la Victoria.

## Historia
En el siglo XVI Juan Téllez-Girón, IV conde de Ureña, compró la ermita de San Cristóbal, en un cerro a las afueras de la localidad, al obispo Cristóbal de Barrionuevo, chantre de la colegiata de Osuna. El 18 de enero de 1542 el conde ordenó a su criado Diego de Santiago que tomase posesión de esta ermita, lo que tuvo lugar el 23 de enero de ese año.
La ermita fue donada a los mínimos por Pedro Téllez-Girón y de la Cueva, con autorización de su padre, Juan Téllez-Girón.
Los mínimos se instalaron en la ermita de San Cristóbal el 26 de julio (Día de San Cristóbal) de 1549.
En 1551 Juan donó a los mínimos una renta de 8.750 maravedís anuales, obtenidos gracias a la renta que le daban dos huertas de Morón de la Frontera y tributos que tenía concedidos sobre bienes de esa villa y de Archidona, para la fundación de una capellanía que celebrase misas los lunes, martes y miércoles de cada semana. En 1554 Juan donó a los mínimos unas tierras cercanas al convento.
En este lugar los mínimos construyeron en el siglo XVI una nueva iglesia, aunque les parecía un lugar pequeño. Entre 1607 y 1608 la comunidad se trasladó a un nuevo edificio en el centro de Osuna, situado en la calle Aguilar. Aquí construyeron un nuevo convento. La construcción se encontraba ya muy avanzada en 1695. En 1697 Juan Vicente de Tamayo y Oliva y su esposa, María de Oliva y San Juan, realizaron donativos al convento y fundaron una capilla en la iglesia conventual. En 1703 María José Bravo y Guerrero donó 4.000 ducados por la concesión del patronato de una capilla de la iglesia conventual.
En Osuna la Orden de San Juan de Dios contaba con el hospital de Nuestra Señora de la Luz, fundado en el siglo XVI. El vicario de Osuna, Martín Navarro, dijo en un informe de 1775 que la Orden de San Juan de Dios contaba con cinco religiosos en la localidad y que los frailes del convento de la Victoria habían colaborado con ellos "desde tiempo inmemorial".
Desde 1785 el superior del convento de la Victoria fue miembro de la Sociedad Económica de Amigos del País de Osuna. El superior del convento de San Francisco de la localidad también fue miembro de esta organización. En 1805 fray Alonso Caparrós y Crespo, fraile mínimo del convento de la Victoria con estudios de filosofía y teología, pasó a ser miembro de esta sociedad económica.
En 1810, con la invasión francesa, el convento fue exclaustrado. Los frailes regresaron tras la retirada de las tropas francesas. En 1821 el convento contaba con nueve frailes. Ese año, durante el Trienio Liberal, el convento fue exclaustrado. Los frailes regresaron después de 1823. Finalmente, fue desamortizado en 1835.
El 8 de julio de 1576 se fundó la Hermandad de Jesús Nazareno, cuando el convento se encontraba a las afueras de la ciudad. En 1652, tras el traslado de la comunidad a un nuevo edificio en el centro de Osuna, los mínimos le donaron un lugar para que construyeran su nueva capilla en la iglesia del convento. Tras la construcción de su capilla, la hermandad ha mantenido su sede en este lugar.
El 3 de mayo de 1730 se fundó en el convento la Venerable Orden Tercera de los Servitas de los Dolores. En 1731 los frailes le donaron una capilla y una imagen de la Virgen de los Dolores. La Virgen de los Dolores fue sacada en procesión por primera vez el Viernes Santo de 1745.
La Hermandad de Jesús Nazareno tenía una Virgen de la Soledad que salió en procesión hasta el último cuarto del siglo XIX, cuando dejó de hacerlo debido al mal estado en que se encontraba la imagen. Entonces la hermandad comenzó a procesionar con la Virgen de los Dolores, que contaba con una gran devoción local y que pasó a ser titular de la cofradía.
En 1715 un fraile lego del convento fundó la Congregación de la Vía Sacra, que tuvo su sede canónica en la ermita de Nuestra Señora de la Soledad, al norte de la población.